# Mitzics flygplats
Mitzics flygplats var en flygplats vid orten Mitzic i Gabon, som stängdes 2016. Den låg i provinsen Woleu-Ntem, i den norra delen av landet, 230 km öster om huvudstaden Libreville. Mitzics flygplats låg 583 meter över havet. IATA-koden var MZC och ICAO-koden FOOM.